# XSPF
XSPF (XML Shareable Playlist Format) est un format de fichier qui a pour but de stocker une liste de fichiers multimédia (audio, vidéo).
Ce projet vise à remplacer les fichiers de type M3U, PLS ou ASX par une alternative libre. Ce projet est soutenu par Xiph.org (qui soutient aussi Ogg, Vorbis, FLAC, Speex, Theora, ...).

## Le format
Le format est ouvert. Il est écrit en XML, est multiplate-forme et supporte l'Unicode.
Pour plus de détails, se référer aux spécifications (qui sont sous licence Creative Commons Attribution-NoDerivs 2.5).

## Logiciels
- Amarok
- Audacious
- Clementine
- Dekibulle
- Elisa
- ITheora
- Songbird
- Tomahawk
- Totem
- VLC media player
- Xine